# Ташкент
Ташкент (узб. Toşkent) је главни град Узбекистана. Број становника Ташкента је 2006. износио 1.967.879, а 3.171.259 у ширем градском подручју, док је 2018. године град имао 2.485.900 житеља. Ташкент је исто тако највећи град у бившој совјетској Централној Азији (мада већи урбани центри Урумћи у Кини и Кабул у Авганистану леже унутар географског региона централне Азије). Град је лоциран на североистоку земље у близини границе са Казахстаном.
Пре почетка утицаја ислама средином 8. века нове ере, согдијанска и турска култура су биле доминантне. Након што је Џингис-кан уништио град 1219. године, поново је изграђен и имао је вишеструке бенефите као град на Путу свиле. Од 18. до 19. века, град је постао независни град-држава, пре него што га је поново освојио Кокандски канат. Године 1865. Ташкент је постао део Руске империје; као резултат тога, постао је главни град руског Туркестана. У совјетско време, дошло је до великог раста и демографских промена услед присилних депортација из целог Совјетског Савеза. Већи део Ташкента је уништен у земљотресу у Ташкенту 1966. године, али је убрзо поново изграђен као типски совјетски град, са широким улицама, стамбеним блоковима, дровередима и парковима. Био је то четврти по величини град у Совјетском Савезу у то време, после Москве, Лењинграда и Кијева.
Данас, као главни град независног Узбекистана, Ташкент задржава мултиетничку популацију, при чему су Узбеци већинска етничка група. Године 2009, град славио 2.200 година своје записане историје.

## Етимологија
Током своје дуге историје, Ташкент је претрпео разне промене у називима и политичким и верским опредељењима. Бируни је писао да име града Ташкент потиче од турског tash и персијског kent, што се дословно преводи као Камени град или Град камења.

## Историја
Ташкент се први пут помиње у писаним изворима у 3. веку пре нове ере. Његово оригинално име Чоч, касније Тошкант има значење „Камен“ или „Камени град“ у турском и кинеском језику. Прво утврђење је овде настало у 4. или 5. веку нове ере.
Арапи су заузели Ташкент 751. и ту наишли на западне кинеске испоставе. Они су донели ислам у ове крајеве. Током 9. и 10. века град је био у држави Саманида. У 11. веку, Ташкент се по први пут помиње као град.
Џингис Кан је заузео град 1220. и прикључио га свом царству. У 14. веку Ташкент је дошао под власт ратника Тимура Ленка чији су наследници проширили царство у средњој Азији. До 1510. они су стекли потпуну власт над широм области око Ташкента.
У 17. и 18. веку развиле су се јаке трговинске везе Ташкента са Русијом на северу. Трговци су путовали караванима камила. Цар Петар I је слао своје посланике у ове крајеве.
Руски цар Николај I покушао је 1839. да заустави експанзију Британаца у ове крајеве. Руске трупе су заузеле Ташкент, који је 1865. проглашен центром губерније Туркестан.
После Октобарске револуције 1917, Ташкент је 18. априла 1918. проглашен за главни град „Аутономне социјалистичке совјетске републике Туркестан“ у оквиру Русије. Ова република је 1924. издвојена из Русије и подељена, а Ташкент припао Узбечкој ССР у Совјетском Савезу. Област северно од града је припала Казахској ССР. Главни град републике је првобитно био Самарканд, а Ташкент је то постао 1930. Град је почео да се индустријализује 1920-их и 1930-их година.
Кршећи споразум Рибентроп-Молотов, нацистичка Немачка је напала Совјетски Савез у јуну 1941. Влада је радила на премештању фабрика из западне Русије и Украјине у Ташкент како би очувала совјетске индустријске капацитете. То је довело до великог пораста индустрије током Другог светског рата. Такође је евакуисана већина немачких комунистичких емиграната у Ташкент. Удео руског становништва се драматично повећао; евакуисани из ратних зона довели су до повећања укупне популацију Ташкента на преко милион. Руси и Украјинци су на крају чинили више од половине укупног броја становника Ташкента. Многе од бивших избеглица остале су у Ташкенту да живе после рата.
Током послератног периода, Совјетски Савез је успоставио бројне научне и инжењерске објекте у Ташкенту.
Десетог јануара 1966. тадашњи индијски премијер Лал Бахадур Шастри и пакистански председник Ајуб Кан потписали су пакт у Ташкенту са совјетским премијером Алексејем Косигином као посредником за мировне услове, након Индо-пакистанског рата 1965. године.
Већи део старог града Ташкента је уништен у снажном земљотресу 26. априла 1966. године. Више од 300.000 становника остало је без крова над главом, а око 78.000 лоше пројектованих домова је уништено, углавном у густо насељеним деловима старог града где је преовладавало традиционално становање у објектима од непечене опеке. Совјетске републике и неке друге земље, попут Финске, послале су „батаљоне братских народа“ и урбанисте да помогну у обнови разореног Ташкента. Ташкент је поново изграђен током 1960-их и 1970-их. Ташкент је поново изграђен као модел совјетског града са широким улицама и дровредима, парковима, огромним трговима за параде, фонтанама, споменицима и низовима стамбених блокова. У то време је изграђен и метро у Ташкенту. Око 100.000 нових домова је изграђено до 1970. Даљи развој у наредним годинама повећао је величину града са великим новим развојем у области Чилонзор, у североисточном и југоисточном делу града.
У време распада Совјетског Савеза 1991. године, Ташкент је био четврти по величини град у СССР-у и центар учења у области науке и инжењерства. У Ташкенту је 31. августа 1991. проглашена независност Узбекистана. Због земљотреса 1966. године и совјетске обнове, мало архитектонског наслеђа из античког периода је сачувано. Неколико објеката обележава значај града као места трговине, на Путу свиле.
Земље Совјетског Савеза као што су Азербејџан и Јерменија, Казахстан и Грузија, Белорусија и Киргистан, Туркменистан и Таџикистан, Летонија, Молдавија, Естонија помогле су у обнови града након земљотреса и подигле су многе модерне зграде.

## Географија
Ташкент се налази на североистоку Узбекистана. У непосредној близини града пролази граница с Казахстаном, те је Ташкент погранични град (граница пролази градским предграђима, чак постоје предграђа која се налазе у Казахстану). У совјетском раздобљу су границе међу републикама повлачене на необичан начин, те то отежава функционисање данашњих самосталних држава.
Ташкент је смештен у долини западно од планинских ланаца. Град лежи у долини реке Чирчик, притоци Сир-Дарје. Сир-Дарја је једна од најважнијих река средње Азије и главни центар насељености и привреде.

### Клима
Ташкент има медитеранску климу (Кепен: ) са јаким утицајем континенталне климе (Кепен: Dsa). Као резултат тока, Ташкент има хладне и често снежне зиме, које нису типичне за медитеранску климу, и дуга топла и сува лета. Зима покрива месеце децембар, јануар и фебруар. Највећи део падавина се јавља током тих месеци, и оне обично падају као снег. Град доживљава два врха преципитације у раној зими и у пролеће. Овај донекле необична расподела падавина је делом последица надморске висине града од 500 m. Дуга лета у Ташкенту обично трају од маја до септембра. Ташкент може да буде изузетно топао током јула и августа. Град прима веома мало падавина током лета, а посебно од јуна до септембра.
| Клима Ташкента (1981–2010)                                                                                       | Клима Ташкента (1981–2010) | Клима Ташкента (1981–2010) | Клима Ташкента (1981–2010) | Клима Ташкента (1981–2010) | Клима Ташкента (1981–2010) | Клима Ташкента (1981–2010) | Клима Ташкента (1981–2010) | Клима Ташкента (1981–2010) | Клима Ташкента (1981–2010) | Клима Ташкента (1981–2010) | Клима Ташкента (1981–2010) | Клима Ташкента (1981–2010) | Клима Ташкента (1981–2010) |
| Показатељ \ Месец                                                                                                | .Јан.                      | .Феб.                      | .Мар.                      | .Апр.                      | .Мај.                      | .Јун.                      | .Јул.                      | .Авг.                      | .Сеп.                      | .Окт.                      | .Нов.                      | .Дец.                      | .Год.                      |
| --- | -------------------------- | -------------------------- | -------------------------- | -------------------------- | -------------------------- | -------------------------- | -------------------------- | -------------------------- | -------------------------- | -------------------------- | -------------------------- | -------------------------- | -------------------------- |
| Апсолутни максимум, °C (°F)                                                                                      | 22,2 (72)                  | 25,7 (78,3)                | 32,5 (90,5)                | 36,4 (97,5)                | 39,9 (103,8)               | 43,0 (109,4)               | 44,6 (112,3)               | 43,1 (109,6)               | 39,8 (103,6)               | 37,5 (99,5)                | 31,1 (88)                  | 27,3 (81,1)                | 44,6 (112,3)               |
| Максимум, °C (°F)                                                                                                | 6,9 (44,4)                 | 9,4 (48,9)                 | 15,2 (59,4)                | 22,0 (71,6)                | 27,5 (81,5)                | 33,4 (92,1)                | 35,6 (96,1)                | 34,7 (94,5)                | 29,3 (84,7)                | 21,8 (71,2)                | 14,9 (58,8)                | 8,8 (47,8)                 | 21,63 (70,92)              |
| Просек, °C (°F)                                                                                                  | 1,9 (35,4)                 | 3,9 (39)                   | 9,4 (48,9)                 | 15,5 (59,9)                | 20,5 (68,9)                | 25,8 (78,4)                | 27,8 (82)                  | 26,2 (79,2)                | 20,6 (69,1)                | 13,9 (57)                  | 8,5 (47,3)                 | 3,5 (38,3)                 | 14,79 (58,62)              |
| Минимум, °C (°F)                                                                                                 | −1,5 (29,3)                | 0,0 (32)                   | 4,8 (40,6)                 | 9,8 (49,6)                 | 13,7 (56,7)                | 18,1 (64,6)                | 19,7 (67,5)                | 18,1 (64,6)                | 13,0 (55,4)                | 7,8 (46)                   | 4,1 (39,4)                 | 0,0 (32)                   | 8,97 (48,14)               |
| Апсолутни минимум, °C (°F)                                                                                       | −28 (−18)                  | −25,6 (−14,1)              | −16,9 (1,6)                | −6,3 (20,7)                | −1,7 (28,9)                | 3,8 (38,8)                 | 8,2 (46,8)                 | 3,4 (38,1)                 | 0,1 (32,2)                 | −11,2 (11,8)               | −22,1 (−7,8)               | −29,5 (−21,1)              | −29,5 (−21,1)              |
| Количина падавина, mm (in)                                                                                       | 57,8 (2,276)               | 57,2 (2,252)               | 64,8 (2,551)               | 59,8 (2,354)               | 40,9 (1,61)                | 10,8 (0,425)               | 3,5 (0,138)                | 1,9 (0,075)                | 5,9 (0,232)                | 29,3 (1,154)               | 41,3 (1,626)               | 53,6 (2,11)                | 426,8 (16,803)             |
| Дани са падавинама                                                                                               | 11,1                       | 9,6                        | 11,4                       | 9,5                        | 7,0                        | 3,2                        | 1,3                        | 0,7                        | 1,5                        | 4,8                        | 7,3                        | 9,5                        | 76,9                       |
| Дани са снегом                                                                                                   | 13                         | 8                          | 1                          | 0                          | 0                          | 0                          | 0                          | 0                          | 0                          | 0,2                        | 2                          | 8                          | 32,2                       |
| Релативна влажност, %                                                                                            | 73                         | 68                         | 62                         | 60                         | 53                         | 40                         | 39                         | 42                         | 45                         | 57                         | 66                         | 73                         | 56,5                       |
| Сунчани сати — месечни просек                                                                                    | 117,3                      | 125,3                      | 165,1                      | 216,8                      | 303,4                      | 361,8                      | 383,7                      | 365,8                      | 300,9                      | 224,8                      | 149,5                      | 105,9                      | 2.820,3                    |
| Извор #1: Centre of Hydrometeorological Service of Uzbekistan, World Meteorological Organisation                 |                            |                            |                            |                            |                            |                            |                            |                            |                            |                            |                            |                            |                            |
| Извор #2: Pogoda.ru.net (record low and record high temperatures), NOAA (mean monthly sunshine hours, 1961–1990) |                            |                            |                            |                            |                            |                            |                            |                            |                            |                            |                            |                            |                            |

## Становништво
Године 1983. становништво Ташкента је било 1.902.000 људи који су живели у општинском подручју од 256 километара квадратних. До 1991. године, године када се Совјетски Савез распао, становништво града је порасло на отприлике 2.136.600. Ташкент је био четврти град по броју становника у бившем СССР-у, после Москве, Лењинграда (Санкт Петербурга) и Кијева.
Узбекистански је главни говорни језик у Ташкенту, иако се руски такође говори као линва франка. Као и у већем делу Узбекистана, натписи у Ташкенту често садрже мешавину латиничног и ћириличног писма.
Према подацима из 2020. године, град је имао 2.716.176 становника.

## Саобраћај
У граду функционише ташкентски Метро. Међународни аеродром Ташкент је највећи у земљи, који повезује град са Азијом, Европом и Северном Америком. Брза железничка линија Ташкент-Самарканд. Тролејбуски систем је угашен 2010. године. Трамвајски превоз је угашен 1. маја 2016. године.

## Култура
У граду се налази спомен-парк из Другог светског рата и споменик Бранитељу отаџбине.
Најпознатије позориште града је позориште Алишер Навои, које реализује балетске и оперске представе. Илхом театар, који је основао Марк Вајл 1976. године, било је прво независно позориште у Совјетском Савезу, које и даље ради .

## Спорт
Фудбал је најпопуларнији спорт у Ташкенту.
У граду су рођене и гимнастичарке Алина Кабаева и израелски олимпијац Александар Шатилов.
Бивши светски шампион и израелски освајач бронзане медаље на олимпијским играма у спринту кануу у дисциплини К-1 500 м Мајкл Колганов такође је рођен у Ташкенту.
У дизању тегова, Узбекистан је победио у тешкој категорији на Олимпијским играма у Рију и Токију. Ташкент је био град домаћин Светског првенства у дизању тегова 2021.

## Партнерски градови
- Тунис
- Берлин[29]
- Истанбул
- Дњипро
- Кортрајк
- Маракеш
- Патијала
- Сарагоса
- Сијетл
- Шангај
- Скопље
- Триполи
- Варна
- Карачи
- Хасково
- Сеул[30][31]